# Maurizio Mansutti
Maurizio Mansutti (Latina, 3 ottobre 1955) è un politico italiano.

## Biografia
Dopo la maturità classica, ha studiato giurisprudenza a Roma, laureandosi nel 1978. Attivo politicamente nelle file della Democrazia Cristiana, è stato eletto consigliere comunale a Latina nel 1990 e due anni dopo è stato nominato assessore all'ambiente dal sindaco Mario Romagnoli. Dopo le dimissioni di quest'ultimo nel maggio 1993 è stato eletto sindaco di Latina a guida di una giunta di centro-sinistra. Lasciò l'incarico pochi mesi dopo. 
Alle elezioni amministrative del 2007 è stato candidato sindaco del centro-sinistra, sostenuto da Democratici di Sinistra, La Margherita, Rifondazione Comunista, la Federazione dei Verdi e la lista civica Insieme con Mansutti raccogliendo il 22,7% dei voti al primo turno, e venendo sconfitto al ballottaggio, con il 38%, dal candidato del centro-destra Vincenzo Zaccheo. In seguito ha aderito al Partito Democratico, con il quale è stato eletto consigliere comunale nel 2011 e consigliere provinciale nel 2014.